# Connie Stevens
Connie Stevens, född Concetta Rosalie Ann Ingoglia 8 augusti 1938 i Brooklyn, New York, är en amerikansk skådespelerska och sångerska.

## Utmärkelser
Stevens vann ett Theatre World Award 1967.

## Roller i urval
- 1958 – Alla tiders farsa
- 1960 – Det började en sommar
- 1966 – Vår man på månen
- 1971 – Grissom-ligan
- 1974 – Sexsymbolen
- 1978 – The Dean Martin Celebrity Roast (TV-special)
- 1980 – Scruples (miniserie)
- 1982 – Grease 2
- 1985, 1990 – Mord och inga visor (TV-serie) (2 avsnitt)
- 1988 – Tapeheads
- 1996 – Love Is All There Is
- 2004 – 8 Simple Rules (TV-serie) (1 avsnitt)